# Giving You Up
«Giving You Up» — песня австралийской певицы Кайли Миноуг с её сборника песен Ultimate Kylie (2004), выпущенная 28 марта 2005 года на лейбле Parlophone. Клип получил ротацию в эфире MTV-Russia, участвовал в передаче «12 Злобных Зрителей». Съемки музыкального видео проходили в феврале 2005 в Лондоне. В 2006 году клип был представлен в номинации «Лучшее Международное Видео» на 15-й ежегодной церемонии Annual MVPA Awards. В целом сингл стал коммерчески успешным, вошел в топ-40 большинства чартов, в которые попал.
Песня была написана Мирандой Купер, Брайаном Хиггинсом, Тимом Пауэллом, Лизой Коулинг, Полом Вудсом, Ником Колером и Миноуг, а продюсированием выступили Хиггенс и Xenomania. Песня представляет собой танцевальный-поп-трек, в котором используются синтезаторы и клавишные. Трек стал ее последним сольным синглом после того, как ей поставили диагноз рак груди.

## Клип
В клипе Кайли Миноуг в образе 3-метровой блондинки-вамп гуляет по улицам и клубам ночного Лондона. Всего в клипе три локации: сначала Кайли идет через туннель, затем по улицам и, наконец, Кайли в клубе. В течение клипа Кайли встречает нескольких людей. На перекрестке она танцует перед такси, которое остановилось пропустить ее. Затем Кайли оказывается в клубе, где встречает застенчивого мужчину, заинтересовавшегося ею. В другой сцене она проходит мимо трех парней, для которых начинает петь и танцевать.

## Чарты
| Страна (2005)               | Позиция |
| --------------------------- | ------- |
| Австралия                   | 8       |
| Австрия                     | 45      |
| Бельгия                     | 25      |
| Великобритания              | 6       |
| Дания                       | 12      |
| Испания                     | 6       |
| Италия                      | 23      |
| Нидерланды                  | 23      |
| Финляндия                   | 14      |
| Швейцария                   | 40      |
| Шотландия                   | 6       |
| Россия (MTV 20 самых самых) | 2       |

## Итоговые Чарты (2005)
| Страна               | Позиция |
| -------------------- | ------- |
| Великобритания       | 137     |
| Россия (MTV Топ 100) | 62      |

## Примечание
1. ↑  NEWS: MVPA Awards Nominees | VideoStatic. Дата обращения: 26 марта 2020. Архивировано 26 марта 2020 года.
2. ↑  Кайли Миноуг и еще 7 знаменитых женщин, преодолевших рак (рус.). Cosmopolitan. редакция (2021). Дата обращения: 15 июня 2021. Архивировано 16 июня 2021 года.
3. ↑  Giving You Up | Kylie Wiki | Fandom. Дата обращения: 28 марта 2020. Архивировано 28 марта 2020 года.
4. ↑  NEW RELEASE: Kylie Minogue «Giving You Up» | VideoStatic. Дата обращения: 28 марта 2020. Архивировано 28 марта 2020 года.
5. ↑  australian-charts.com — Kylie Minogue — Giving You Up. Дата обращения: 24 марта 2020. Архивировано 23 июня 2020 года.
6. ↑  Kylie Minogue — Giving You Up — austriancharts.at. Дата обращения: 24 марта 2020. Архивировано 7 июня 2020 года.
7. ↑  ultratop.be — Kylie Minogue — Giving You Up. Дата обращения: 24 марта 2020. Архивировано 26 октября 2020 года.
8. 1 2  giving you up | full Official Chart History | Official Charts Company. Дата обращения: 24 марта 2020. Архивировано 4 февраля 2021 года.
9. ↑  danishcharts.com — Kylie Minogue — Giving You Up. Дата обращения: 24 марта 2020. Архивировано 6 июля 2020 года.
10. ↑  spanishcharts.com — Kylie Minogue — Giving You Up. Дата обращения: 24 марта 2020. Архивировано 8 июня 2020 года.
11. ↑  italiancharts.com — Kylie Minogue — Giving You Up. Дата обращения: 24 марта 2020. Архивировано 7 июня 2020 года.
12. ↑  Kylie Minogue — Giving You Up — dutchcharts.nl. Дата обращения: 24 марта 2020. Архивировано 8 июля 2020 года.
13. ↑  finnishcharts.com — Kylie Minogue — Giving You Up. Дата обращения: 24 марта 2020. Архивировано 14 апреля 2021 года.
14. ↑  Kylie Minogue — Giving You Up — hitparade.ch. Дата обращения: 24 марта 2020. Архивировано 7 августа 2020 года.
15. ↑  MTV (culture.music.news.mtv) : Рассылка : Subscribe.Ru. Дата обращения: 24 марта 2020. Архивировано 24 марта 2020 года.
16. ↑  Архивированная копия. Дата обращения: 26 марта 2020. Архивировано 27 августа 2013 года.
17. ↑  MTV 100 клипов года TOP 2005. Дата обращения: 26 марта 2020. Архивировано 26 марта 2020 года.